# Los Dolores, Jalisco
Los Dolores är en ort i Mexiko.   Den ligger i kommunen San Ignacio Cerro Gordo och delstaten Jalisco, i den centrala delen av landet, 400 km väster om huvudstaden Mexico City. Los Dolores ligger 2 068 meter över havet och antalet invånare är 864.
Terrängen runt Los Dolores är platt åt nordost, men åt sydväst är den kuperad. Runt Los Dolores är det ganska tätbefolkat, med 72 invånare per kvadratkilometer. Närmaste större samhälle är Capilla de Guadalupe, 6,9 km väster om Los Dolores. I omgivningarna runt Los Dolores växer huvudsakligen savannskog.